# 穆罕默德十二世
阿布·阿卜杜拉·穆罕默德十二世（阿拉伯语：‎，羅馬化：Abū ʿAbdi-llāh Muḥammad ath-thānī ʿashar；约1460年—1533年），在欧洲国家以布阿卜迪勒（Boabdil，西班牙语对“Abu Abdillah”的转写）之名知名，是格拉纳达酋长国那斯里德王朝的第22位、也即最后一位君主。

## 生平
他是阿布哈桑·阿里苏丹之子，1482年在国家动荡中即位，次年在侵略卡斯蒂利亚王国时被俘。王位由父亲阿布哈桑·阿里和表哥穆罕默德十三世接掌。1487年，他获得基督教国家的支持，重登王位。
1491年，伊莎贝尔一世与费尔南多二世包围格拉纳达。1492年1月2日，随着格拉纳达条约的签署，穆罕默德十二世投降。他被安置在安达拉克斯河畔劳哈尔，后被流放到摩洛哥非斯，并在这里去世、安葬。